# Solms-laubachia minor
Solms-laubachia minor là một loài thực vật có hoa trong họ Cải. Loài này được Hand.-Mazz. miêu tả khoa học đầu tiên năm 1922.